# Blood Raw
Blood Raw, de son vrai nom Bruce Falson, né le 17 avril 1975 à Panama City, en Floride, est un rappeur américain. Il est membre du groupe United Streets Dopeboyz of America (U.S.D.A.) jusqu'en 2010, avant son départ de Corporate Thugz Entertainment.

## Biographie
Falson est né le 17 avril 1975 à Panama City, en Floride. Il se lance dans le rap après avoir purgé six ans de peine en prison au milieu des années 1990. Là-bas, il développe une capacité à rimer et emprunte le surnom de Blood Raw (de l'argot signifiant « la vérité »). À sa libération en 1998, il emménage à Atlanta pour travailler au Hip-Hop Café, dirigé par son oncle. Il croise finalement la route de Young Jeezy qui jouait à cette période dans la petite ville de Dothan, en Alabama.
Intéressé notamment par l'empreinte du label Grand Hustle dirigé par T.I., Asylum, Blood Raw se joint au groupe United Streets Dopeboyz of America (U.S.D.A) de Jeezy et signe au label Corporate Thugz Entertainment en 2004,. Deux ans avant, le rappeur fait de nouveau face à la justice pour possession et trafic illégal de stupéfiants. Cependant, il est acquitté en 2006, juste à temps pour faire la promotion de la mixtape d'U.S.D.A. Cold Summer publié en 2007. Falson publie son premier album, My Life: The True Testimony, le 17 juin 2008, et atteint la cinquième place des Billboard Top R&B/Hip-Hop Albums, ainsi que la 29e place du Billboard 200 ; il contient le single Louie qui atteint la 69e place des Hot R&B/Hip-Hop Singles & Tracks.
Le 9 octobre 2012, il publie son second album, Raw Redemption. Il atteint la 40e des R&B Albums. Il annonce une tournée entre le 3 et le 31 août 2016 avec Yung Trace, O'Ryan, DadWarden et Futuristic. La tournée est appelée The Crazy Yung Trace Spree.

## Discographie

### Albums studio
- 2008 : My Life: The True Testimony
- 2012 : Raw Redemption

### Single
- 2008 : Louie (featuring Young Jeezy)